# Paul-Joseph Pham Ðình Tung
Paul-Joseph Pham Ðình Tung, né le 15 juin 1919 à Binh Hoa et mort le 22 février 2009 à Hanoï, est un cardinal vietnamien, archevêque de Hanoï de 1994 à 2005.

## Biographie

### Prêtre
Paul-Joseph Pham Ðình Tung a été ordonné prêtre le 6 juin 1949.

### Évêque
Nommé évêque de Bắc Ninh le 5 avril 1963, il est consacré le 15 août suivant par le cardinal Joseph Trinh-nhu-Khuê. Il est ensuite nommé archevêque de Hanoï le 23 mars 1994.
Pendant la quasi-totalité de son épiscopat à Bắc Ninh, il a été assigné à résidence par le régime communiste, ne pouvant visiter la centaine de paroisses de son diocèse.
Son diocèse ne comptait alors plus que trois prêtres. C'est pourquoi il a formé des conseils de laïcs dans les paroisses pour assurer la continuité de la vie religieuse.
Il se retire de cette charge à 85 ans le 19 février 2005.

### Cardinal
Il est créé cardinal par le pape Jean-Paul II lors du consistoire du 26 novembre 1994 avec le titre de cardinal-prêtre de Santa Maria “Regina Pacis” in Ostia mare.